# Південна Умуахія
Південна Умуахія (англ. Umuahia South) — одна із 17 територій місцевого управління штату Абія, Нігерія. Адміністративний центр — місто Апумурі.
Площа — 140 км2. Чисельність населення — 138 570 осіб (станом на 2006 рік).